# 부킹 홀딩스
부킹 홀딩스(Booking Holdings Inc.)는 델라웨어 회사법에 따라 설립되었으며 코네티컷주 노워크에 본사를 둔 미국의 여행 기술 회사로, 이름을 딴 주요 Booking.com, Priceline.com, 아고다, 카약, 칩플라이츠(Cheapflights), Rentalcars.com, 모몬도(Momondo), 오픈테이블(OpenTable)을 소유하고 있다. 약 40개 언어, 200개국에서 웹사이트를 운영하고 있다.
이 회사는 수익 기준으로 미국 최대 기업인 포춘 500대 기업 목록에서 243위를 차지했다. 회사는 주로 수수료에서 수익을 창출하며, 일부는 광고에서 파생된다. 2023년 소비자는 부킹 홀딩스 소유의 웹사이트를 이용해 숙박 10억 4900만 건, 렌터카 일수 7400만 건, 항공권 3600만 건을 예약했다.